# Jeans (gruppo musicale)
Le Jeans sono un girl group messicano formato nel 1994. Composto inizialmente da Patricia "Paty" Sirvent Bartón, Litzy Vannya Domínguez Balderas, Tabatha Vizzuet, María de los Ángeles "Angie" Taddei Cella e Bianca Carrasco, ha visto la sua formazione cambiare più volte nel corso degli anni.

## Storia del gruppo
Nel 1994 Paty Sirvent ha avuto l'idea di formare un girl group; suo padre ha organizzato un casting a cui varie ragazze si sono presentate, che ha portato all'aggiunta al gruppo di Litzy Vannya Domínguez Balderas, Tabatha Vizzuet, Angie Taddei e Bianca Carrasco. Quest'ultima, figlia di un esecutivo della Sony Music, ha garantito al gruppo un contratto discografico, sciolto con il suo abbandono del gruppo nel 1995. Nel novembre dello stesso anno le Jeans hanno firmato un contratto con la EMI Music.
L'album di debutto eponimo delle Jeans è uscito nel 1996, anticipato dal singolo Pepe. L'anno successivo, Litzy è stata la seconda ad andarsene dal gruppo per via di disaccordi tra suo padre e il manager Alejandro Sirvent; anche Tabatha Vizuet ha abbandonato il progetto, citando divergenze artistiche. Sono state sostituite rispettivamente da Melissa López Zendejas e da Karla Haydeé Díaz-Leal Arreguín.
Nel 1998 è uscito il secondo album ¿Por qué disimular?, che ha ottenuto un disco d'oro dall'Asociación Mexicana de Productores de Fonogramas y Videogramas con oltre 75 000 copie vendute a livello nazionale. Nel 1999 Melissa è stata sostituita da Regina Murguía Payes, poco prima dell'incisione e della pubblicazione del terzo disco, //:Tr3s.Jeans, anch'esso certificato disco d'oro. Nel corso del tour promozionale del disco, nel dicembre del 2000, Angie Taddei ha annunciato la sua separazione dal gruppo; Dulce María l'ha sostituita una settimana dopo. Nel 2001 è uscito il quarto album, Cuarto para las cuatro.
Dulce María ha lasciato il gruppo nel 2002 dopo essere stata selezionata nel cast della telenovela Clase 406; pochi mesi dopo anche Regina se n'è andata, intraprendento un'azione legale contro Alejandro Servant per abusi psicologici e mancata retribuzione. Elizabeth Amiel Tena Hernández e Valeria Maza Matheu le hanno sostituite, e con il loro avvento è stato deciso di cambiare la direzione musicale del gruppo: dal pop al norteño. Il nuovo sound si è concretizzato nell'album Cuarto para las cuatro II, uscito nel 2003.
Dopo la sostituzione di Valeria con Sabrina Rodríguez, le Jeans sono tornate alla musica pop con il sesto album, Ammore! (2004), il loro primo disco ad essere pubblicato su etichetta discografica Universal Music. Amiel Tena ha lasciato le Jeans nel 2005, venendo rimpiazzata da Marcela García Cruz, che ha registrato con le altre ragazze il settimo disco Porque soy libre, principalmente composto da cover e pubblicato nel 2006 sull'etichetta indipendente Quimera Sound Entertainment.
Nel 2007 Sabrina ha abbandonato il gruppo per divergenze artistiche con il manager, e Paty, Karla e Marcela hanno deciso di rimanere in attività come soliste, organizzando concerti e pubblicando, nel corso del 2008, la compilation Jeans 12 años e l'album dal vivo El adiós de Jeans en vivo. Il concerto di addio delle Jeans si è svolto al Teatro Metropolitan di Città del Messico il 19 ottobre 2008.
Nel novembre del 2014, Paty Sirvent, Karla Diaz-leal, Angie Taddei e Melissa López si sono ritrovate per una cena in un ristorante nella capitale messicana, facendo presagire un possibile ritorno delle Jeans. Il manager di Karla, Pablo Ahumada, ha comprato da Alejandro Sirvent i diritti per utilizzare il nome delle Jeans, e il 27 giugno 2015 il gruppo, ora composto da Karla, Angie, Melissa e Regina, ha dato il suo concerto di ritorno. Il mese successivo è uscito l'album dal vivo Déjà vu, supportato dall'omonima tournée, che ha venduto oltre 30 000 copie in Messico ed è stato certificato disco d'oro; un secondo album dal vivo, 20 años - en vivo, è uscito nell'autunno del 2016 e ha anch'esso ottenuto un disco d'oro.
Nel 2017 il gruppo ha annunciato di aver cambiato il proprio nome in JNS, e ha partecipato alla tournée 90's Pop Tour, realizzata insieme ad altri artisti famosi dagli anni '90, che ha toccato città in tutto il continente americano. Metamorfosis, l'ottavo album in studio del gruppo, è uscito nel successivo ottobre ed è stato certificato disco d'oro.

## Formazione

### Formazione attuale
- Melissa López Zendejas (1997–1999; 2015–)
- Karla Haydeé Díaz-Leal Arreguín (1997–2008; 2015–)
- Regina Murgía Payes (1999–2002; 2015–)
- María de los Ángeles "Angie" Taddei Cella (1994–2000; 2015–)

### Precedente
- Patricia "Paty" Sirvent Bartón (1994–2008)
- Litzy Vannya Domínguez Balderas (1994–1997)
- Tabatha Vizzuet (1994–1997)
- Bianca Carrasco (1994–1995)
- Dulce María (2000–2002)
- Elizabeth Amiel Tena Hernández (2002–2005)
- Valeria Maza Matheu (2002–2004)
- Sabrina Rodríguez Dalia Chiara (2004–2007)
- Marcela García Cruz (2005–2008)

## Discografia

### Album in studio
- 1996 – Jeans
- 1998 – ¿Por qué disimular?
- 1999 – //:Tr3s.Jeans
- 2001 – Cuarto para las cuatro
- 2003 – Cuarto para las cuatro II
- 2004 – Ammore!
- 2006 – Porque soy libre
- 2017 – Metamorfosis

### Album dal vivo
- 2008 – El adiós de Jeans en vivo
- 2015 – Déjà vu
- 2016 – 20 años - en vivo

### Raccolte
- 2001 – Lo mejor de Jeans
- 2008 – Jeans 12 años